# Кенозерски национални парк
Кенозерски национални парк (рус. Кенозерский национальный парк) је национални парк на северу Русије Русије, налази се у Архангељској области. Основан је 28. децембра 1991. У 2004. години, национални парк је добио статус Унеско-в Резерват Биосфере.

## Историја
У 19. веку, подручје парка је било подељено између Пудошке жупаније (западни део) и Каргопољске жупаније (источни део) Олонецкој губернији. У Совјетском Савезу, после бројних административних промена, подручје парка је припојено Архангељској области. У периоду од 1950-их до 1980-их, као и свуда на руском северу, подручје је претрпело велику депопулацију, посебно су сва села између језера Љокшмозеро и језера Кенозеро напуштена.
Године 1991. донета је одлука о стварању националног парка у тој области. Сви историјски споменици пренети су у администрацију парка, а неки од њих су обновљени. 28. децембра 1991. године парк је званично отворен. Особље парка у време оснивања чиниле су седам особе. Током 1992. године број запослених је повећан на 35 особа, а у 1993. години на 153. У 2004. години, национални парк је добио статус Унеско-в Резерват Биосфере.

## Локација и географија
Кенозерски национални парк заузима југозападни део Плесетског дистрикта и северозападни део Каргопољског дистрикта у Архангељској области, на граници са Карелијом. У северном делу парка налази се језеро Кенозеро, једно од највећих језера у региону. Седиште парка налази се у селу Вершињино, на северној обали језера. Из језера отиче река Кена, главна лева притока Оњеге. Горњи ток Кене налази се у парку, као и реке Похе, главне притоке језера Кенозеро, чији је извор језеро Похозеро, и доњи ток главне притоке језера Похозеро, реке Ундоше.
У јужном делу парка налази се језеро Љокшмозерои горњи ток реке Љокшме, притоке језера Лаха. Језера Љокшмозеро и Кенозеро раздвајају бројна мања језера, укључујући и језера Наглимозеро и Вилно.
Неке области дуж границе са Карелијом налазе се у басену реке Водле, и припадају сливу Балтичког мора.

## Туризам
Парк садржи природне и културне споменике, а такође је и оријентисан ка развоју екотуризма. У парку је отворен велики број стаза за шетање.
У парку се налазе неколико споменика дрвене архитектуре. Један од њих је црква Порженски у западном делу парка, која припада ансамблу цркве Светог Ђорђа са звоником (обе из 18. века) окружене дрвеним зидом са капијама и кулама (1789). Села у близини цркве су напуштена, а црква је доступна само путем пешачке стазе.
Кроз парк пролазе два пута. У јужном делу, јужно од језера Љокшмозеро, пролази неасфалтирани пут који повезује Каргопољ и Пудож. А други, пут који се у северном делу парка одваја од Оњешког тракта, повезује Каргопољ са Плесецком . Овај пут води до села Першлакти на језеру Кенозеро, а затим повезује остала села на језеру Кенозеро.